# 大衛·蘇亞素
奧斯卡·大衛·蘇亞素·貝拉斯克斯（西班牙語：Óscar David Suazo Velázquez，1979年11月5日—），簡稱大衛·蘇亞素（西班牙語：David Suazo），出生在聖佩德羅蘇拉，是一名退役洪都拉斯足球員，司職前鋒。此外，蘇亞素亦曾是洪都拉斯國家足球隊的一員。
蘇亞素有兩名兄弟尼古拉斯·蘇亞素和洛賓·蘇亞素。美羅·蘇亞素是蘇亞素的表兄，效力韋根的亨德利·托马斯則是蘇亞素的表弟。

## 球會生涯

### 早年
蘇亞素和表兄美羅·蘇亞素一起長大，後來兩人都成為洪都拉斯國腳。蘇亞素的足球生涯在CD奧林匹亞預備組開始。當蘇亞素參加過在尼日利亞舉行的1999年世界青年盃後，CD奧林匹亞便收購了蘇亞素。蘇亞素效力CD奧林匹亞表現出色，在約20歲時隊中的焦點。

### 卡利亞里
卡利亞里的教練奧斯卡·塔巴雷斯很欣賞蘇亞素的表現，並毫不猶豫地帶他跨越大西洋。
1999/00球季，蘇亞素正式加盟意甲球會卡利亞里，蘇亞素加盟的首季上陣了13場並攻入了1球，球季結束後，卡利亞里降落意乙，並且在2003/04球季重返意甲。
蘇亞素在四年的意乙生涯，合共上陣了113場和攻入入40球。蘇亞素的得分效率給人留下了深刻印象，這足以讓他獲得了La Pantera的暱稱。蘇亞素意乙期間，他得到了豐富的經驗，這將有助於緩和蘇亞素過渡到競爭更困難的意甲聯賽。
在意甲2004/05賽季，蘇亞素在4-3-3陣式中擔當基安法蘭高·蘇拿、毛羅·埃斯波西托和安東尼奧·朗格拉的後備，亦上陣了22場並攻入7球。蘇亞素的入球效率對幫助卡利亞里護級和頂級的歐洲足球會的注意來說至關重要，儘管蘇亞素只攻入6球。2006年，蘇亞素轉為首發球員，並且攻入了22球，更與卡卡一同獲得年度意甲最佳海外球員。2007年，蘇亞素繼續為卡利亞里效力，並且攻入了18球，免除了球會降班之危。

### 國際米蘭
2007年6月13日，據報蘇亞素以1000萬歐羅轉投國際米蘭。不過在六日後，同城競爭對手和歐洲冠軍AC米蘭宣布，他們以同一金額已經獲得蘇亞素。
儘管AC米蘭聲稱他們與卡利亞里有一個成功的談判和得到了卡利亞里總裁的確認。與此同時，蘇亞素經理人的發言更令情況變得混亂，他說道：「蘇亞素沒有與米蘭有任何合約，而且他亦未有同意任何轉會。」後來，蘇亞素被證實想保住了他和國際米蘭初步協議，使到AC米蘭的正式撤回其報價，並對此說道：「這是一個尊重的問題，AC米蘭明白我曾向領隊羅拔圖·文仙尼、马尔科·布兰卡和班主馬西莫·莫拉蒂許諾。最終，蘇亞素以940萬英鎊加盟國際米蘭。蘇亞素在對熱拿亞的賽事中攻入其首球，並且在他加盟的首個賽季合共攻入了8球。
蘇亞素在賓菲加的借用期完結後，蘇亞素重返國際米蘭備戰世界足球挑戰賽。但苏亚索仍然未能在新赛季意甲联赛获得出场机会，2009年12月30日，他被国际米兰租借到热那亚至赛季结束。

## 國際賽生涯
蘇亞素合共代表洪都拉斯上陣了42場，並且攻入14球。蘇亞素亦曾參與1999年世界青年盃，但是洪都拉斯卻三戰全敗，作為隊長的蘇亞素在佔了全隊入球數的一半。蘇亞素亦有參與2000年夏季奧林匹克運動會，並上陣了三場攻入三球，不過這不足夠讓洪都拉斯晉級。2002年世界盃外圍賽中，蘇亞素上陣了13場攻入2球。洪都拉斯卻最終以4分之差錯失了世界盃資格。蘇亞素亦是2003年美洲金盃中洪都拉斯的一員，並上陣了每一場賽事。2006年世界盃外圍賽，蘇亞素僅上陣了5場攻入5球。

## 生涯數據
| 球會表現 | 球會表現   | 球會表現         | 聯賽 | 聯賽 | 足總盃     | 足總盃     | 洲際賽 | 洲際賽 | 總數 | 總數 |
| 球季     | 球會       | 聯賽             | 出場 | 入球 | 出場       | 入球       | 出場   | 入球   | 出場 | 入球 |
| 洪都拉斯 | 洪都拉斯   | 洪都拉斯         | 聯賽 | 聯賽 | 洪都拉斯杯 | 洪都拉斯杯 | 美洲賽 | 美洲賽 | 總數 | 總數 |
| -------- | ---------- | ---------------- | ---- | ---- | ---------- | ---------- | ------ | ------ | ---- | ---- |
| 1997-98  | CD奧林比亞 | 洪都拉斯甲組聯賽 | 0    | 0    | -          | -          | -      | -      | 0    | 0    |
| 1998-99  | CD奧林比亞 | 洪都拉斯甲組聯賽 | 10   | 5    | -          | -          | -      | -      | 10   | 5    |
| 意大利   | 意大利     | 意大利           | 聯賽 | 聯賽 | 意大利盃   | 意大利盃   | 歐洲賽 | 歐洲賽 | 總數 | 總數 |
| 1999-00  | 卡利亞里   | 意甲             | 13   | 1    | 3          | 0          | -      | -      | 16   | 1    |
| 2000-01  | 卡利亞里   | 意乙             | 33   | 12   | 3          | 2          | -      | -      | 36   | 14   |
| 2001-02  | 卡利亞里   | 意乙             | 34   | 9    | -          | -          | -      | -      | 34   | 9    |
| 2002-03  | 卡利亞里   | 意乙             | 35   | 10   | 3          | 1          | -      | -      | 38   | 11   |
| 2003-04  | 卡利亞里   | 意乙             | 45   | 19   | 1          | 0          | -      | -      | 46   | 19   |
| 2004-05  | 卡利亞里   | 意甲             | 22   | 7    | 3          | 1          | -      | -      | 25   | 8    |
| 2005-06  | 卡利亞里   | 意甲             | 37   | 22   | 5          | 3          | -      | -      | 42   | 25   |
| 2006-07  | 卡利亞里   | 意甲             | 36   | 14   | 3          | 1          | -      | -      | 39   | 15   |
| 2007-08  | 國際米蘭   | 意甲             | 27   | 8    | 3          | 0          | 6      | 0      | 36   | 8    |
| 葡萄牙   | 葡萄牙     | 葡萄牙           | 聯賽 | 聯賽 | 葡萄牙盃   | 葡萄牙盃   | 歐洲賽 | 歐洲賽 | 總數 | 總數 |
| 2008-09  | 賓菲加     | 葡超             | 12   | 4    | ?          | ?          | 4      | 1      | 4    | 4    |
| 總和     | 洪都拉斯   | 洪都拉斯         | 10   | 5    | -          | -          | -      | -      | 10   | 5    |
| 總和     | 意大利     | 意大利           | 282  | 102  | 24         | 8          | 7      | 1      | 312  | 110  |
| 總和     | 葡萄牙     | 葡萄牙           | 12   | 4    | ?          | ?          | 4      | 1      | 4    |      |
| 總和     | 總和       | 總和             | 305  | 113  | 24         | 8          | 11     | 2      | 322  | 115  |

## 榮譽

### 球會

#### CD奧林匹亞
- 洪都拉斯甲組聯賽冠軍：1998-99
- 洪都拉斯超級杯（英语：Supercopa Honduras）：1996-97
- 洪都拉斯杯（英语：Torneo de Copa Honduras）：1998

#### 卡利亞里
- 意乙冠軍：2001-02

#### 國際米蘭
- 意甲冠軍：2007-08

#### 賓菲加
- 葡萄牙聯賽杯：2008-09

### 個人
- 年度意甲最佳海外球員：2006